# Nagy meténg
A nagy meténg (Vinca major) a tárnicsvirágúak (Gentianales) rendjébe, ezen belül a meténgfélék (Apocynaceae) családjába tartozó faj.

## Előfordulása
A nagy meténg eredeti előfordulási területe a Földközi-térség volt. Európában Spanyolországtól keletre, Franciaország déli részén keresztül, a Balkán-félszigetig és Törökország északi részéig, valamint a Kaukázus nyugati felén is. Észak-Afrikában is vannak természetes állományai.
Mivel kiváló talajtakaró, főleg a mérsékelt övi tájakon közkedvelt kerti virággá vált. Számos termesztett változatát alakították ki; ezek a virágok és levelek színezete - a fehértől a sötét ibolyáig - , illetve mintázata szerint különböztethetők meg. A 'Variegata' nevű változat elnyerte a The Royal Horticultural Society a Royal Horticultural Society Award of Garden Merit, azaz nagyjából Kerti Termesztésre Érdemes Növény Díját.
Mivel közkedvelt kerti virág, az ember sokfelé magával vitte, így egyes helyeken, mint például az Amerikai Egyesült Államokban, Ausztráliában és Új-Zélandon inváziós fajjá vált. Mivel sűrű takarót alkot, elveszi az ottani őshonos növényektől a Napfényt.

## Alfajai
- Vinca major subsp. balcanica (Pénzes) Kozuharov & A.V.Petrova - Dél-Európa; a levélszárak rövid szőrökkel borítottak
- Vinca major subsp. hirsuta (Boiss.) Stearn  - Törökország és a Kaukázus; a levélszárak sűrűn, hosszú szőrökkel borítottak

## Megjelenése
Évelő és örökzöld növény, mely 25 centiméter magasra nő meg és 2-5 méter szélesre terül el. Ha alkalma adódik, akkor 50-70 centiméter magasra is felkapaszkodik. Levelei átellenesek, a tövüknél majdnem kerekek, míg a végük felé kihegyesednek. A levél a főérmentén 3-9 centiméter hosszú és 2-6 centiméter széles. Fényesen sötétzöld és bőrszerű tapintású. Az 1-2 centiméter hosszú levélszárakat szőrök borítják. A virágok kétneműek, egy-egy szárvégen csak egy virág nyílik. A természetes nagy meténg virága lilás-ibolyaszínű és 3-5 centiméter átmérőjű. Öt szirma van. A csészéje 10-17 milliméter hosszú és szőrzet borítja. Kora tavasztól egészen őszig nyílik.

## Életmódja
A nedves aljnövényzetet, az erdőket, a sövényeket és a folyópartokat részesíti előnyben. Akár 800 méteres tengerszint feletti magasságig is felhatol. Egyaránt jól érzi magát az erős Napsütésben és az árnyékban is.

## Képek

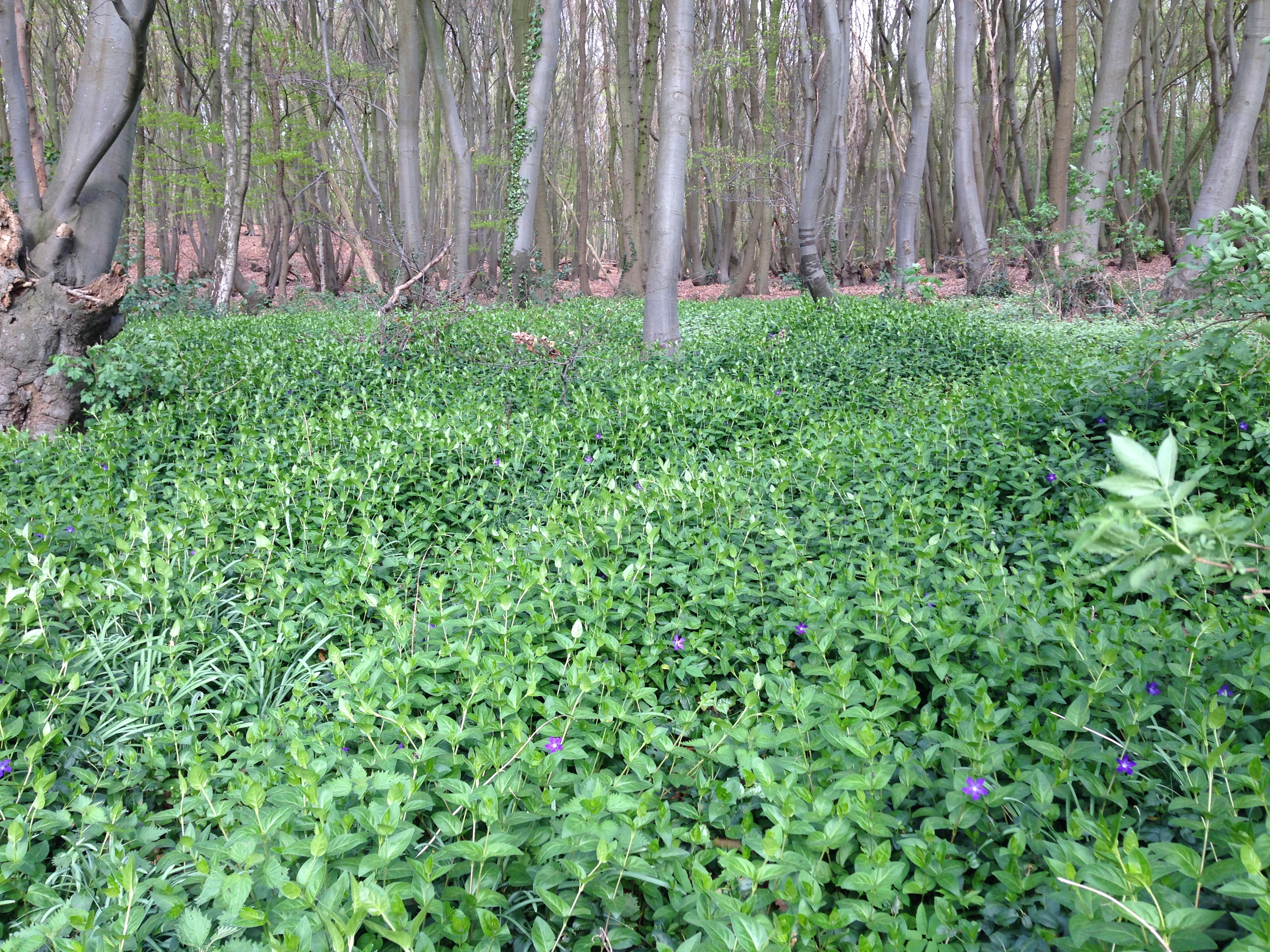
Ahol megtelepszik, ott igen sűrűn nő
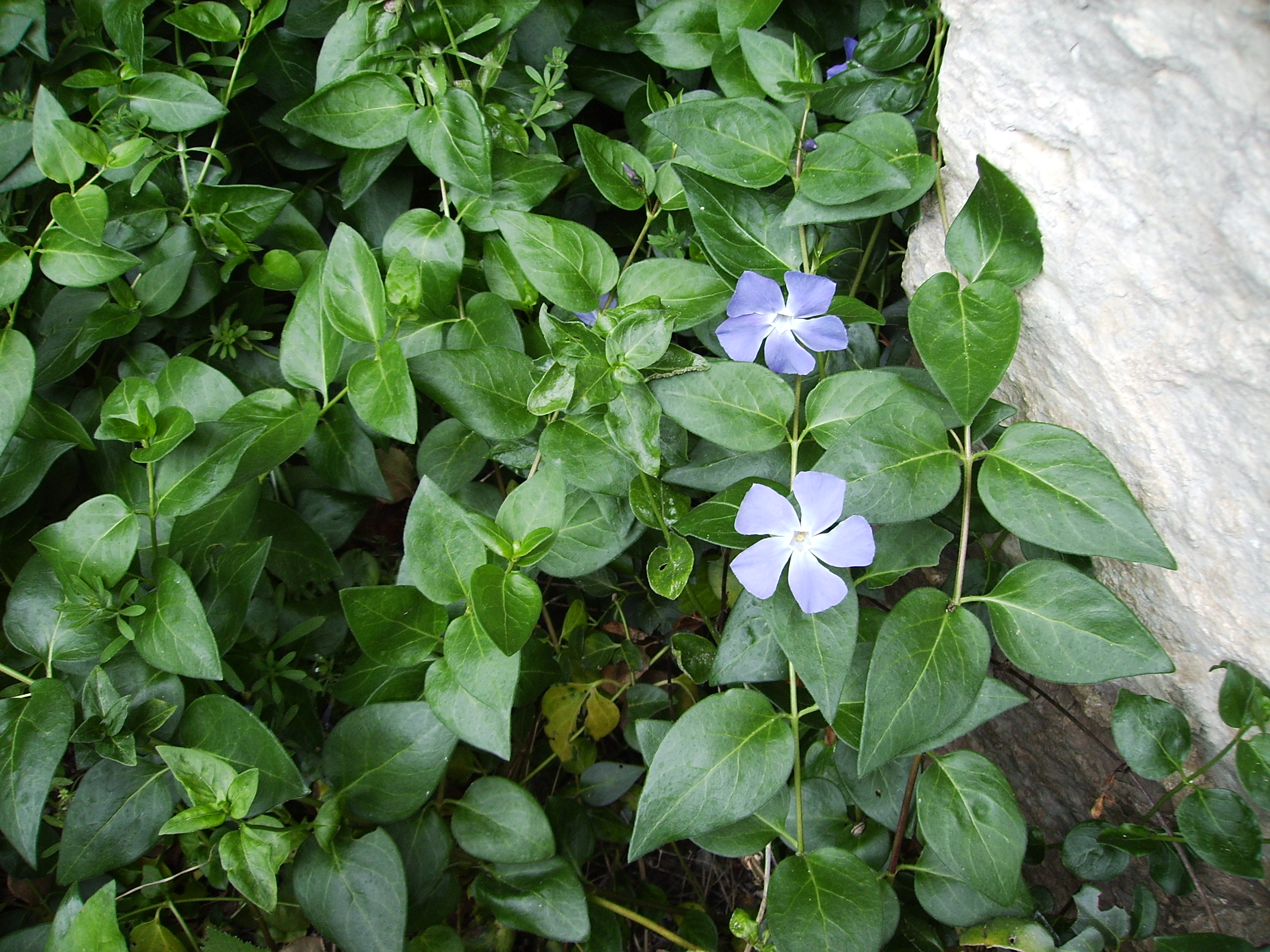
A növények
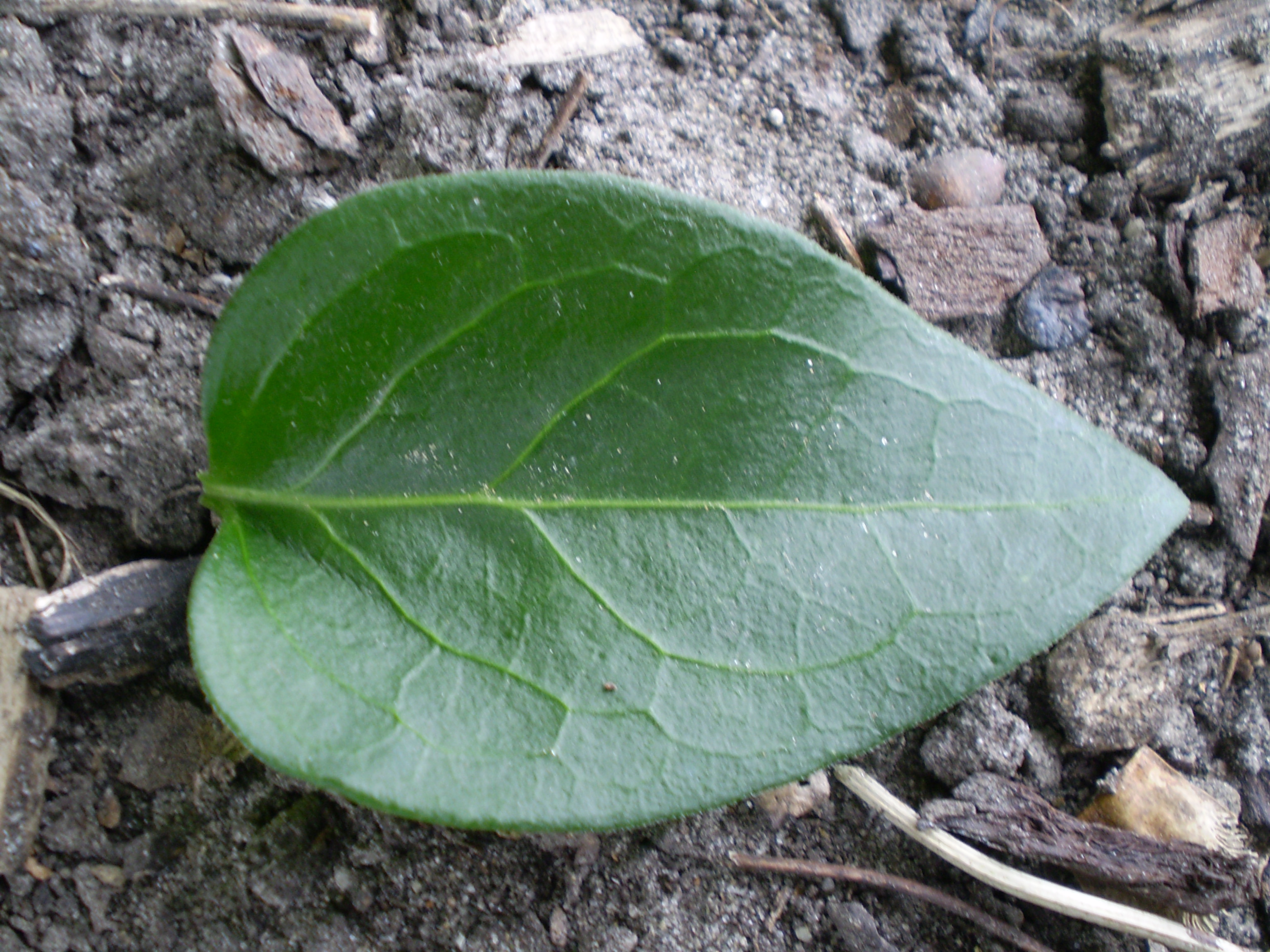
Levele
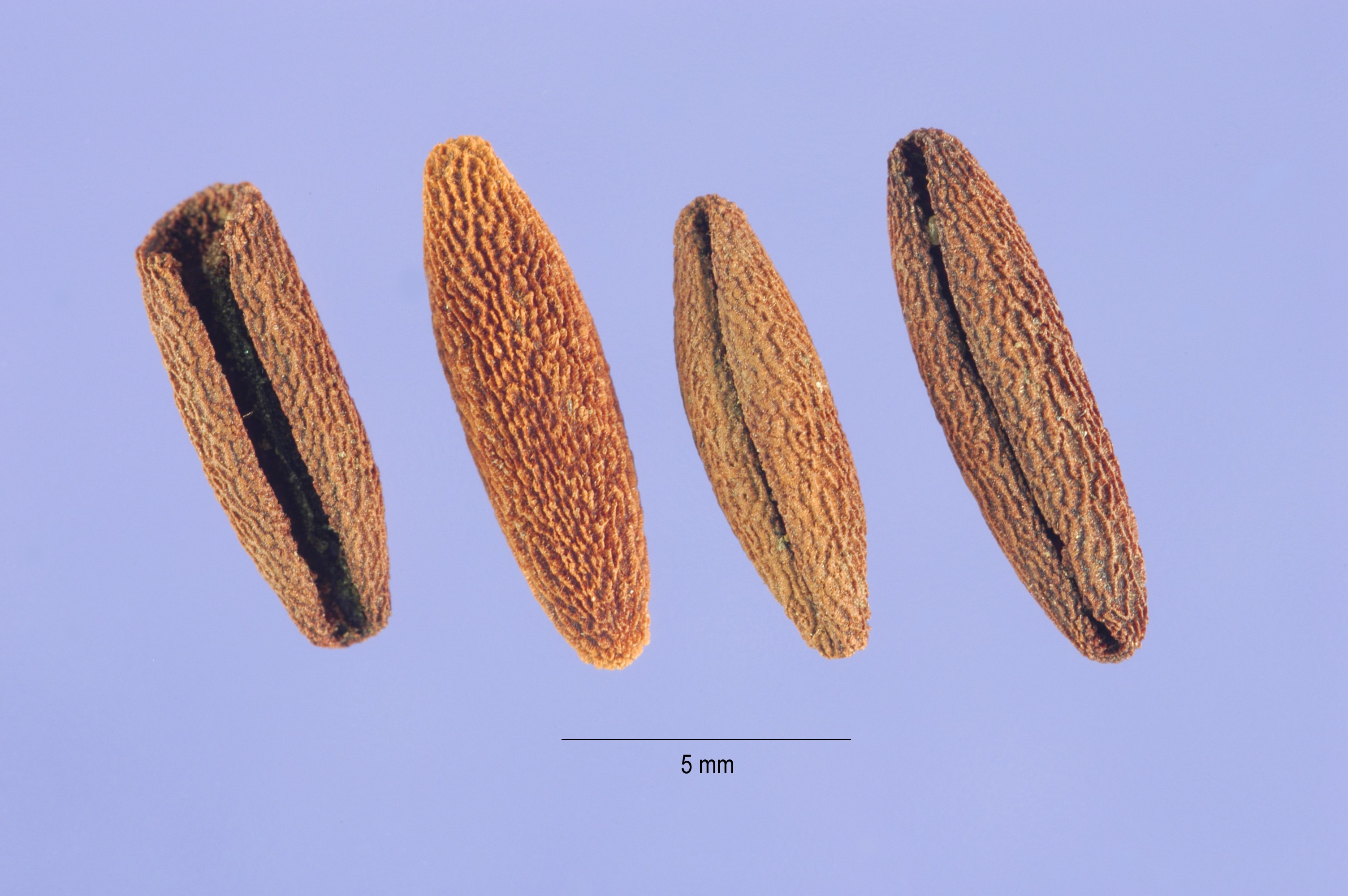
Magvai

### Fordítás
- Ez a szócikk részben vagy egészben  a   Vinca major című angol Wikipédia-szócikk ezen változatának fordításán alapul.  Az eredeti cikk szerkesztőit annak laptörténete sorolja fel. Ez a jelzés csupán a megfogalmazás eredetét és a szerzői jogokat jelzi, nem szolgál a cikkben szereplő információk forrásmegjelöléseként.